# Carlos Schroeder
Carlos Ferdinand Schroeder (Indaial, 13 de dezembro de 1874 - Indaial, 29 de julho de 1944) foi dos mais importantes empresários da história do Vale do Itajaí. A partir de um pequeno armazém de secos e molhados, que assumiu em 1900, expandiu os negócios até se tornar uma das maiores empresas agro-industriais de Santa Catarina. O grupo de empresas era composto por lojas de comércio em geral, fábricas de laticínios, óleo de sassafrás, fécula, madeireiras, processamento de fumo, arroz, carnes e derivados. 

## Genealogia
Carlos era filho de Johann Albert Schroeder e Margarethe Krambeck, nasceu em Indaial no dia 13 de dezembro de 1874, no lote número 1, em Rio Benedito e faleceu em 29 julho 1944 em Indaial. A família Schroeder tem origem na região do Bergisches Land, próximo de Köln. A primeiras informações datam entre 1700-05 em Hohkeppel, quando nasceu Peter Schroeder. O avô de Carl, Wilhelm, partiu de Plätzmühle no final de Março de 1864 com a esposa Rosalie Schmitz e 6 filhos e no Brasil nasceram mais 7 filhos.Estabeleceram-se primeiro no Passo Manso, depois no Badenfurt, Indaial e por fim Apiúna. 
Carl casou-se com Auguste Krambeck, filha de Friedrich Krambeck e Veronica Wirth, em 21 agosto 1895 em Indaial. Auguste nasceu em 28 agosto 1877 em Indaial e faleceu em 15 abril 1897 em Indaial. Deste casamento nasceu Irma. Margarethe era filha de Karl Krambeck e Catharina Neve, que emigraram de Sehestedt para o Brasil em 10.03.1852, com o Vapor Princess Louize e Capitão Bähr, dirigindo-se ao Distrito de Valença/RJ, onde trabalharam na Fazenda Independência, A família Krambeck originou-se no Estado de Schleswig-Holstein, no Norte da Alemanha, e os registros existentes têm início com Claus Krambeck, por volta de 1700, em Sehestedt. 
Mais tarde casou-se com Anna Sievers, filha de Jürgens Sievers e Auguste Riebe, em 13 agosto 1898 em Indaial. Anna nasceu em 15 janeiro 1878 em Indaial e faleceu em 05 setembro de 1952 em Indaial. A história da família Sievers tem origem na localidade de Halle, em Schenefeld e Jevenstedt, localizadas no Estado de Schleswig-Holstein, no Norte da Alemanha, com Christian Sievers, em torno do ano de 1731. Seus avós emigraram em 1859 e trabalharam na Colônia Independência, no Rio de Janeiro, antes de se estabelecerem em Santa Catarina em 1861. Do segundo casamento nasceram 12 filhos: Else, Alfred, Heinrich, Curt, Marie, Hertha, Erich, Edmundo, Elly, Veronika, Lydia, e Ruth. 

## Início
Em 1868 é instalado o pequeno armazém pelo avô, Karl Krambeck, estrategicamente localizado no lote a partir do qual as balsas faziam a travessia entre o Rio Benedito e Rio Itajaí. Em 1884 o negócio passa para a família Schroeder, pois seu pai assume o armazém e por volta de 1900 sua mãe, entregou o armazém, deixado por seu falecido marido, a seu filho. Mais tarde, Carlos comprou as terras e a loja de sua mãe por 6 Contos de Réis, tornando-se, assim, proprietário. 

## Primeiros anos
Posteriormente, Carlos deu sinais de interesse por outros setores, que também começavam a se desenvolver, entre eles, a exportação de fumo, a fabricação de produtos laticínios e a produção de charutos e cigarrilhas. Carlos participou da Exposição Agro-Pecuária realizada no município de Blumenau, em 1917. Nesse evento, expôs suínos e novilhas de raça holandesa e recebeu um diploma premiando-o pela exposição de uma porca. Participou também da “Exportadora Catarinense de Fumos”. Foi sócio da Malharia Indaial e da primeira fábrica de leite em pó da América do Sul, marca Indaiá, fundada em 4 de julho de 1923. Juntaram-se nessa iniciativa as três fábricas de queijo da região: Frederico Hardt, Carlos Schroeder e Fritz Lorenz. Por diversos motivos, a fábrica foi fechada em 1928.  

## Política
Atuou como conselheiro municipal de Blumenau em 1912. Em 1913 tornou-se sub-delegado e, em 1914, integrou a chapa do Partido Republicano Catarinense do candidato a governador do estado Felipe Schmidt. 
Em 8 de janeiro de 1915, Carlos assumiu a Comissão de Obras Públicas juntamente com Moser e Bonetti, e também integrou a Comissão Policial. De 1936 a 1937 atuou como conselheiro municipal.

## Filiais e expansão
Foram abertas filiais em Benedito Novo em 1919, Timbó em 1922, Rio do Sul em 1928 e possuía também um depósito em Nova Bremen, em Ibirama. Em 1933, para obter a representação dos automóveis e bicicletas Peugeot, é constituída a firma Carlos Schroeder S.A. – Indústria e Comércio – com o capital de Cr$ 1.100.000,00. Em 1945, a Carlos Schroeder S.A. possuía fábrica de produtos suínos, laticínios, cigarrilhas, charutos e óleo de sassafrás; exportava fumo em folha, arroz, banha e madeiras; fabricava fécula de mandioca, araruta e sagu da marca “Diva”; além da loja de secos e molhados, que vendia, entre outros produtos, fazendas, ferragens e louças; também possuía uma serraria e fabricava caixas. A Firma tinha os seus produtos exportados para a Alemanha, Inglaterra, Espanha, Holanda, Suécia, Estados Unidos, Canadá e África do Sul.

## Auge
Em 1950 fica pronta a ampla loja em um prédio novo com grande variedade de produtos. Nesse período a empresa atinge seu auge, conta com 600 empregados, processa 4.000 litros de leite por dia e abate 150 porcos e 20 bois diariamente.Em 1956 é inaugurada a Ponte Carlos Schroeder, sobre o Rio Benedito e anos depois é construído o novo frigorífico. 

## Últimos anos
No final da década de 1960, com o crescimento da agro-indústria no Oeste do estado, o desmembramento das filiais, os incêndios que atingiram a matriz e filiais, o elevado custo da construção do frigorífico, que não havia sido previsto inicialmente e as restrições da Vigilância Sanitária levaram a empresa ao declínio. Seu encerramento foi sendo administrado regularmente e concluído em 1978.